# Regione di Siparia
La regione di Siparia è una regione di Trinidad e Tobago. Il capoluogo è Siparia. 
Include i centri abitati di Cedros, Fyzabad, La Brea, Santa Flora e Siparia.